# Nols station

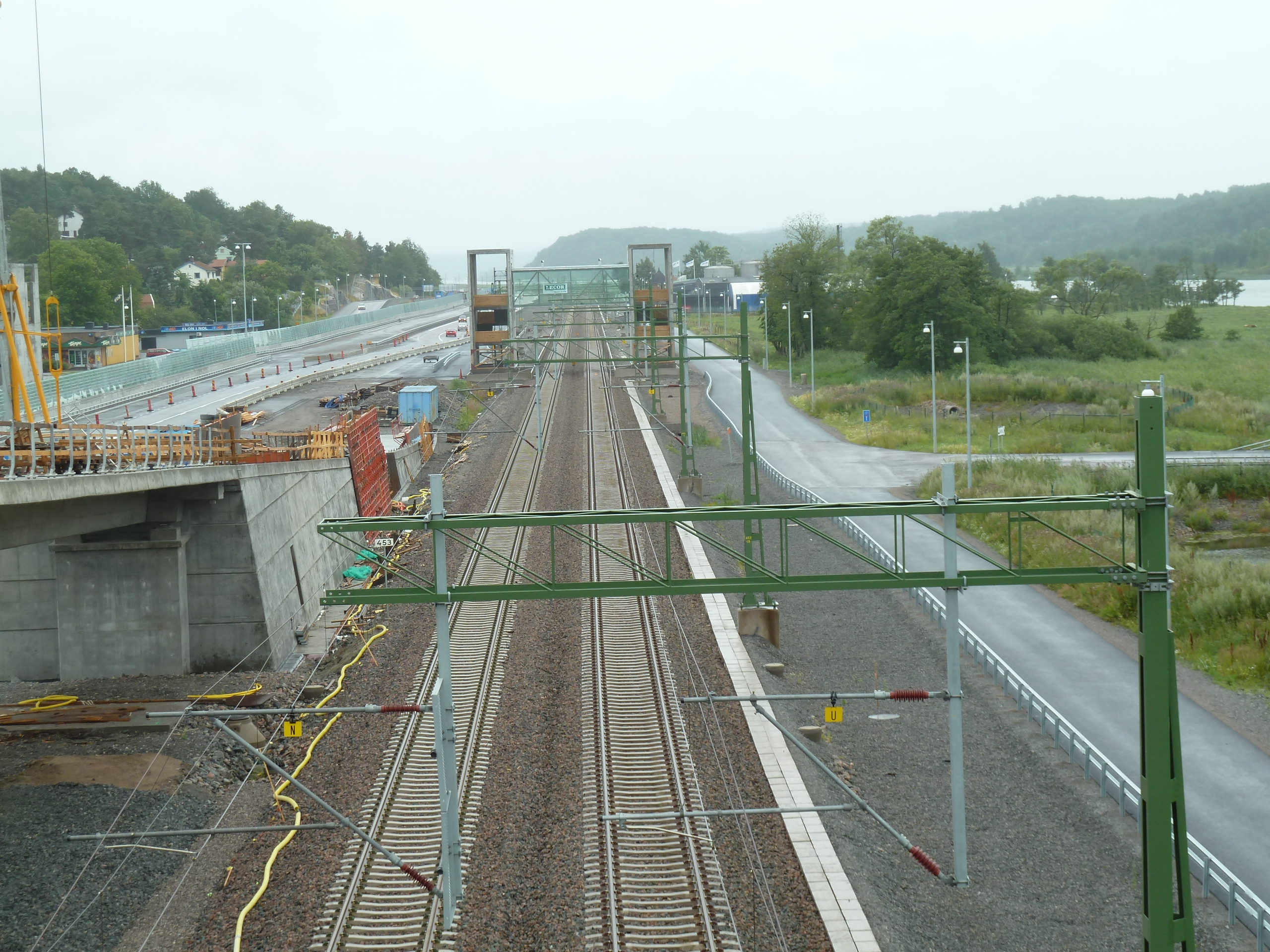
Stationen under uppbyggnad

Nol station är en pendeltågsstation i Nol, Ale kommun som ligger vid E45 och Norge/Vänerbanan. Stationen öppnade första gången 31 maj 1877 och lades ner 31 maj 1970. 
En ny station öppnades 9 december 2012 och trafikeras av Alependeln med slutstation i Älvängen. Den liknar de andra stationerna i Ale kommun, med en plattform på varje sida av dubbelspåret, och en gångbro mellan plattformarna som fortsätter över E45 till Nols tätort.